# Nelsonioideae
Sous-famille
Les Nelsonioideae sont une sous-famille de plantes à fleurs de la famille des Acanthaceae.
Le genre type de la sous-famille est Nelsonia.

## Liste des genres
Anisosepalum – Aymoreana – Elytraria – Nelsonia – Saintpauliopsis – Staurogyne

## Publication originale
- Pfeiffer L.K.G. 1871–1873 ("1873"). Nomenclator botanicus. Nominum ad finem anni 1858 publici juris factorum, classes, ordines, tribus, familias, divisiones, genera, subgenera vel sectiones designantium enumeratio alphabetica. Adjectis auctoribus, temporibus, locis systematicis apud varios, notis literariis atque etymologicis et synonymis. Vol. I. Pars prima. Pp. i–vi + 1–808. Sumptibus Theodori Fischeri, Casselis [Kassel].